# Mompha terminella
Mompha (Psacaphora) terminella – gatunek motyli z podrzędu Glossata i rodziny Momphidae.
Gatunek ten opisany został w 1845 roku przez Henry'ego Noela Humphreysa i Johna Obadiaha Westwooda jako Glyphipteryx terminella.
Motyl o brunatnych tułowiu, tegulach i głowie, z wyjątkiem złotego czoła. Głaszczki wargowe złote. Na pomarańczowych przednich skrzydłach o rozpiętości od 8 do 10 mm obecne białe i brunatne plamki, z których nasadowa złoto obwiedziona. Strzępiny brunatne.
Gąsienice minują liście czartawy pospolitej.
Owad znany z Ameryki Północnej oraz zachodniej i środkowej Europy, gdzie na wschód sięga krajów nadbałtyckich, Polski i Rumunii.